# جيغمي تشيرينج دورجي
جيغمي تشيرينج دورجي هو لاعب كرة قدم بوتاني في مركز الدفاع، ولد في 26 فبراير 1995 في تيمفو في بوتان. شارك مع منتخب بوتان لكرة القدم.

## وصلات خارجية
- جيغمي تشيرينج دورجي على موقع قاعدة بيانات كرة القدم.إي يو (الإنجليزية)
- جيغمي تشيرينج دورجي على موقع ناشيونال فوتبول تيمز (الإنجليزية)
- جيغمي تشيرينج دورجي على موقع Soccerway.com (الإنجليزية)